# دون ك. برايس
دون ك. برايس (بالإنجليزية: Don K. Price)‏ هو عالم سياسة أمريكي، ولد في 23 يناير 1910، وتوفي في 9 يوليو 1995 بسبب مرض آلزهايمر.